# Hłamazdy
Hłamazdy (ukr. Гламазди) – wieś na Ukrainie, w obwodzie czernihowskim, w rejonie czernihowskim, w hromadzie Kozełeć. W 2001 liczyła 516 mieszkańców.